# Paramuricea clavata
Paramuricea clavata är en korallart som först beskrevs av Risso 1826.  Paramuricea clavata ingår i släktet Paramuricea och familjen Plexauridae. Inga underarter finns listade i Catalogue of Life.

## Bildgalleri

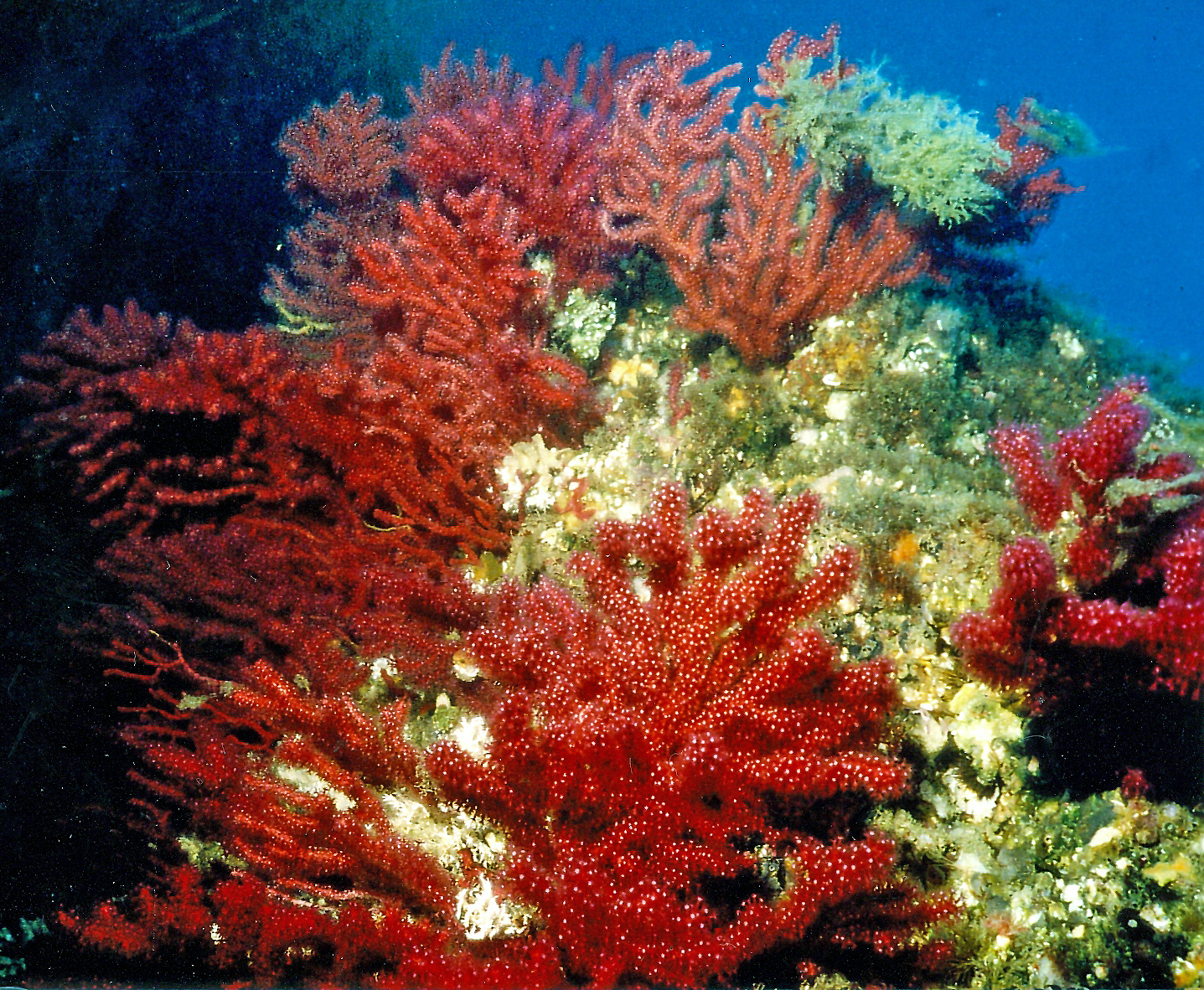